# Товарищ Арсений
«Товарищ Арсений» — советский художественный фильм 1964 года, снятый на киностудии им. Горького. Биографический фильм о Михаиле Фрунзе. Первые роли в кино для Леонида Броневого и Геннадия Чулкова.

## Сюжет
Фильм рассказывает о революционной деятельности большевика М. В. Фрунзе в городе Иваново-Вознесенск во время Первой русской революции (1905—1907).

## В ролях
- Роман Хомятов — М. В. Фрунзе (подпольные клички «Трифоныч», «Арсений»)
- Евгений Буренков — большевик Иван Матвеевич Никитин (подпольная кличка «Андрей Иванович Малахов»)
- Владимир Костин — Иван Никитич Уткин, подпольная кличка «Станко»
- Владимир Соловьёв — Федор Афанасьевич Афанасьев, ответственный секретарь иваново-вознесенского комитета РСДРП, подпольная кличка «Отец»
- Олег Есауленко — Евлампий Александрович Дунаев, подпольные клички «Александр», «Дядя»
- Надежда Корункова — Аграфена Васильевна Николаева
- Людмила Иванова — Матрёна Павловна
- Светлана Жгун — Стеша Воронова
- Наталья Климова — Ольга Михайловна Генкина
- Владимир Муравьёв — чиновник из Петербурга
- Виктор Чекмарёв — исправник Лавров
- Леонид Броневой — полковник жандармерии
- Сергей Блинников — пристав
- Владимир Златоустовский — Борис Бобров
- Георгий Оболенский — Никодим

## Съёмочная группа
- Режиссёры — Иван Лукинский
- Автор сценария — Аркадий Васильев
- Директор картины — Владимир Марон
- Оператор — Владимир Рапопорт
- Художник-постановщик — Людмила Безсмертнова
- Композитор — Тихон Хренников
- Текст песни — Евгений Долматовский

С этого фильма началась 20-летняя «фрунзениана» Романа Хомятова, сыгравшего Михаила Фрунзе в 11 историко-революционных советских фильмах.